# You Don't Know What Love Is (You Just Do as You're Told)
You Don't Know What Love Is (You Just Do as You're Told) è una canzone scritta e registrata dal gruppo rock statunitense The White Stripes. La canzone è stata suonata la prima volta dal vivo il 29 giugno 2007 a Calgary, Alberta, in Canada, ed è la terza traccia ad essere stata pubblicata dal loro sesto album studio album Icky Thump. Il brano è stato pubblicato come CD singolo il 10 settembre 2007.
Il video musicale è stato girato a Iqaluit, la capitale del territorio nord canadese di Nunavut, erano lì per il loro tour canadese del 2007.

## Tracce
CD
1. "You Don't Know What Love Is (You Just Do as You're Told)" – 3:56
2. "You Don't Know What Love Is (You Just Do as You're Told)" (Frat Rock version);– 3:45
3. "A Martyr for My Love for You" (Acoustic version)

7" Lato A
1. "You Don't Know What Love Is (You Just Do as You're Told)"
2. "A Martyr for My Love for You" (Versione acustica)

7" Lato B
1. "You Don't Know What Love Is (You Just Do as You're Told)" (versione acoustica)
2. "300 M.P.H. Torrential Outpour Blues"

### Video musicali
- You Don't Know What Love Is (You Just Do as You're Told) video ufficiale, su youtube.com.
- You Don't Know What Love Is (You Just Do as You're Told) live London in Canada, su youtube.com.
- A Martyr For My Love For You live Studio Canal, su youtube.com.
- 300 M.P.H. Torrential Outpour Blues live Under Great White Northern Lights Film del 2010, su youtube.com.